# 팀 글리슨
티머시 패트릭 "팀" 글리슨(영어: Timothy Patrick "Tim" Gleason, 1983년 1월 29일 ~ )은 미국의 은퇴한 아이스하키 선수로 포지션은 수비수이다.